# Achille Sacchi (calciatore)
Achille Sacchi (Milano, 5 dicembre 1904 – Cologno Monzese, 29 agosto 1990) è stato un calciatore italiano, di ruolo attaccante.

## Carriera
Giocò in Divisione Nazionale con il Milan. Militò poi nella Milanese, nel Bressana, nella Pro Lissone e nella Redaelli.

## Palmarès

### Club

#### Competizioni nazionali
- Seconda Divisione: 1

Parma: 1924-1925